# راباشبش
راباشبش (به مجاری:  Rábasebes) یک منطقهٔ مسکونی در مجارستان است که در ناحیه چورنا واقع شده‌است. راباشبش ۵٫۳۹ کیلومتر مربع مساحت و ۱۱۷ نفر جمعیت دارد.